# Joakim Vislavski
Joakim Vislavski (en serbio: Јоаким Виславски; Vrbas, 7 de diciembre de 1940 - ibídem, 10 de septiembre de 2014) fue un futbolista serbio que jugaba en la demarcación de extremo.

## Biografía
Debutó en 1960 con el FK Partizan Belgrado como futbolista tras venir de las categorías inferiores del FK Vrbas. Con el club serbio disputó seis temporadas, haciéndose con la Primera Liga de Yugoslavia en 1961, 1962, 1963 y en 1965. Además en su último año con el equipo quedó subcampeón de la Copa de Campeones de Europa de 1966. Tras dejar el club, fichó por un año con el NK Olimpija Ljubljana esloveno. En la Primera División de Yugoslavia quedó en la posición catorce,y a nivel continental disputó la Copa de Ferias de 1967, quedando eliminado en la primera ronda. 
Falleció el 10 de septiembre de 2014 en su localidad natal de Vrbas a los 73 años de edad.

## Clubes

### Como futbolista
| Club                  | País      | Año         | Partidos | Goles |
| --------------------- | --------- | ----------- | -------- | ----- |
| FK Partizan Belgrado  | Serbia    | 1960 - 1966 | 142      | 52    |
| NK Olimpija Ljubljana | Eslovenia | 1967 - 1969 | 10       | 0     |
| FK Vrbas              | Eslovenia | 1969 - 1971 | 35       | 8     |

### Como entrenador
| Club     | País   | Año         |
| -------- | ------ | ----------- |
| FK Vrbas | Serbia | 1971 - 1975 |
| FK Vrbas | Serbia | 1976        |
| FK Vrbas | Serbia | 1981 - 1982 |
| FK Vrbas | Serbia | 1987        |
| FK Vrbas | Serbia | 1990 - 1991 |
| FK Vrbas | Serbia | 1996        |

## Palmarés

### Campeonatos nacionales
| Título                     | Club                 | País   | Año  |
| -------------------------- | -------------------- | ------ | ---- |
| Primera Liga de Yugoslavia | FK Partizan Belgrado | Serbia | 1961 |
| Primera Liga de Yugoslavia | FK Partizan Belgrado | Serbia | 1962 |
| Primera Liga de Yugoslavia | FK Partizan Belgrado | Serbia | 1963 |
| Primera Liga de Yugoslavia | FK Partizan Belgrado | Serbia | 1965 |